# Сорок богатырей
Сорок богатырей Крыма — эпический цикл дастанов (сказаний), распространенный у тюркских народов Поволжья, Северного Кавказа, Западной Сибири и Казахстана (ногайцев, татар, казахов, башкир, каракалпаков, крымских татар, узбеков и др.). Несмотря на название, известные в настоящее время предания повествуют о меньшем числе героев, возможно часть преданий не сохранилась.

## Основа цикла
В основе дастанов — известные исторические личности из числа мангытской знати, но некоторые посвящены незнатным богатырям, неизвестным из других источников. Дастаны не являются достоверным источником и во многом противоречат историческим документам, но в некоторых случаях могут использоваться как дополнительный исторический источник.
Исходным является дастан об Эдиге — родоначальнике ногайской аристократии, который жил в конце XIV — начале XV веков. Дастан рассказывает о всей жизни героя, начиная с рождения. В этом же дастане повествуется о сыне Эдиге — Нур ад-Дине (Нурадиль, Мурадым). Не известны дастаны о внуках Эдиге — Ваккасе, Тимуре. Однако есть дастаны о правнуке Эдиге — Мусе, о его сыне Мамае и внуке Ураке, о бие Ураз-Мухаммеде. Жангбурши, то есть Ямгурчи, Агис.
Из учёных первым обратил своё внимание на этот эпос Чокан Валиханов, который правильно отметил его реальную историческую базу. Основу систематического изучения цикла заложили исследования академика В. М. Жирмунского, который уделил много внимания не только филологической стороне исследования, но и уточнению исторических реалий, так как на тот момент история Ногайской Орды была изучена очень мало. В последние годы ему посвящены работы А. И.-М. Сикалиева, который защитил кандидатскую диссертацию на тему «Ногайский героический эпос : способы эпического изображения героев».
Историческая основа предания об Эдиге — его борьба с Тохтамышем, ханом Золотой Орды. После того как Тохтамыш в 1395 году был разбит среднеазиатским эмиром Тамерланом и изгнан, Эдиге долгое время был фактическим правителем Золотой Орды. Однако он не был Чингизидом и по формальным основаниям, существенным для средневекового мышления не мог стать ханом. Поэтому приводил к власти удобных для него, достаточно слабых потомков Чингизхана. В 1412 году сыновья Тохтамыша вынудили его бежать в свой мангытский улус, где он через восемь лет был убит во время сражения с одним из них. Деятельность Эдиге в западном направлении, например, война с литовским князем Витовтом в 1399 году или поход на Москву (1408—1409), в эпосе никак не отображена.
В сказании борьба между Эдиге и Тохтамышем передаётся как известный фольклорный мотив о гонениях преданного и достойного вассала со стороны злого и неправедного царя.
В казахском варианте преданий жена Тохтамыша предсказывает, что предназначение Эдиге выше Тохтамыша, Эдиге разделит и взбунтует народ. После этого Тохтамыш начинает предпринимать попытки отравить Эдиге и подсылает могучих воинов отрубить ему голову, но Эдиге благодаря своей мудрости и внушаемым им страхом избегает всех напастей. Вопреки историческим фактам, эпический Эдиге спасает от алыпа — великана дочь Сатемира (то есть Тимура), женится на ней и она рожает от него Нурадина. Когда Эдиге с сыном возвращаются к ногаям, Тохтамыш передаёт ему власть и обращается к своему народу с элегической песней прощания. Дочери Тохтамыша достаются Эдиге и Нурадину, Эдиге хочет взять в сой гарем обеих пленниц, что вызывает ссору отца и сына. Одна из дочерей Тохтамыша действительно была в гареме Эдиге, однако распря между Идиге и сыном в летописях объясняется по другому. После этого Нурадин убивает Тохтамыша (в действительности обстоятельства смерти Тохтамыша не вполне ясны, но он был убит Кадыберди-ханом). В эпосе же Кадыберди-хан так сильно унижает Эдиге и Нурадина, что те умирают от горя.
Таким образом, историческим предание в эпосе об Эдиге сильно трансформировано фольклорно-поэтической фантазией с использованием традиционных сказочных мотивов. Фантастика и вся вступительная часть о рождении и детстве Эдиге: он объявляется потомком святого Баба-Туклеса (реальный персонаж, сыгравший существенную роль в распространение ислама в Средней Азии) и девы-лебедя (распространённый легендарный сюжет о потере чудесной жены из-за нарушения табу). Детство его якобы прошло в бедности, он был пастушонком, при этом в разрешении споров показывал большую мудрость.
В дастане «Урак и Мамай» повествуется о борьбе с Крымом и междоусобице среди ногайской знати, происходивших в XVI веке. Сын Муса-хана Мамай покорил всё Поволжье и затеял покорить Крымское ханство, он приглашает крымского хана Пельван-султана на встречу. Его племянник Урак без ведома Мамая убивает Пельвана, а Мамай завоёвывает Крым. В действительности Пельван-султан не существовал. Мамай и другие ногаи временно были в зависимости от Крымского хана Мухаммед Гирея. Вместе они в 1523 году захватили Астрахань, после чего ногаи внезапно напали на крымского хана, убив его и его наследника и захватив Крым. Далее говорится, что сын Муса-хана Исмаил убивает своего брата Урака (в действительности Урак — племянник Исмаила). По летописям, Исмаил, союзник Ивана Грозного, убил своего брата Юсуфа, который был противником Русского царства. Обстоятельства смерти Урака в действительности неизвестны.

## Структура эпоса
Исследователи эпоса делят входящие в него дастаны на три группы. 1-я группа «Аншыбай батыр и его потомки» (Аншыбай, Парпария, Куттыкия, Едиге, Нурадын, Мусахан, Орак-Мамай, Карасай-Кази); 2-я группа — «Карадон батыр и его потомки» (Карадон, Жубаныш, Суйиниш, Бегис, Когис, Тама, Тана, Нарик, Шора); 3-я группа — «Отдельные батыры» (Кобыланды, Шынтасулы, Торехан, Ахмет, Алау, Кокше, Косай, Сын Айсыла Ахмет, Тоган, Карга бойлы Казтуган, Манашулы Туякбай, Телагыс и др.. 

## О записях эпоса
Ниже приведена информация о записях эпоса, доступная из Интернета. Предполагается, что она далеко не полная и по печатным изданиям известно больше записей.
- В 1942 году со слов акына Мурына Сенгирбекулы (1859—1954), в Алма-Ате произведена запись «Қырымның қырық батыры» — «Сорок богатырей Крыма», содержащая 36 преданий, над записями эпоса работали историки-литературоведы Е.Исмайылов, М.Хакимжанова, О.Нурмагамбетова[2].
- Местные исследователи-фольклористы в Астрахани записали эпос «Сорок богатырей», в том числе предания «Идегей», «Муса», «Орак и Мамай», «Карасай и Кази», «Козы-Корпеш и Баян-Сулу».

## Издания
Отдельные главы печатались в разных сборниках (1964, 1977, 1989). Сборник «Батырлар жыры» вышел в 5-ти томах (1989—1990). Основные сказители — Сыпыра, Абил, Нурым и Мурын жырау.
Цикл «Сорок богатырей» в полном объёме (с дополнениями) был издан в 2005 году под названием «Қырымның қырық батыры» в рамках национальной программы «Мәдени мұра» («Культурное наследие»). Одновременно с 2004 по 2013 годы Институт литературы и искусства имени М. О. Ауэзова в рамках той же программы выпустил 100-томный сборник казахского фольклора «Бабалар сөзі» («Слово предков»), куда также вошли произведения, составляющие цикл.